# Ronald Stade

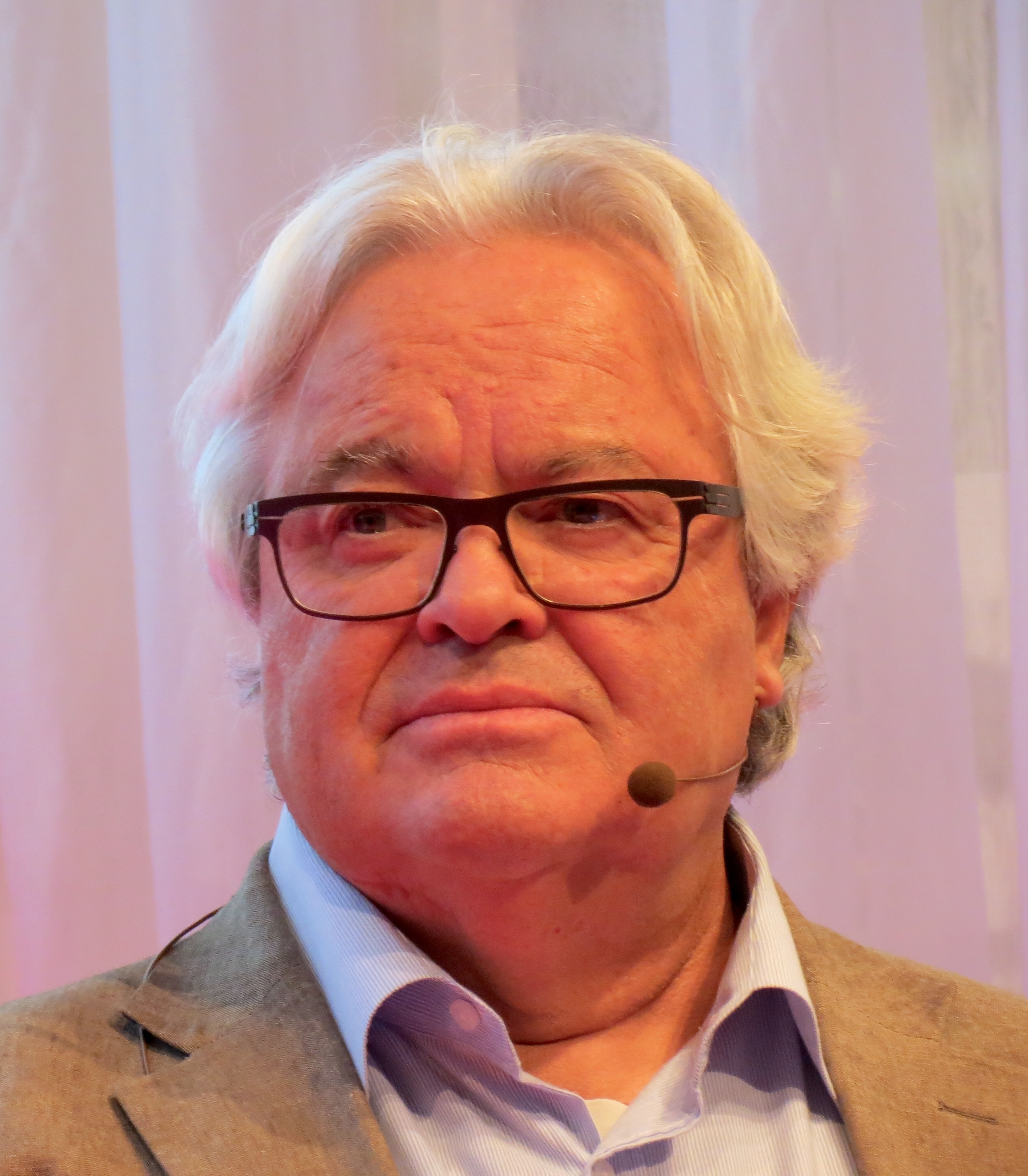
Ronald Stade 2018

Ronald Stade, född 17 februari 1953 i Berlin, är en svensk antropolog som skriver om kosmopolitism och etik. Han har skrivit om Guam i västra Stilla havet och om Tyskland och Turkiet. Hans forskning om Mellanöstern är pågående.
Ronald Stade är professor emeritus i freds- och konfliktvetenskap med inriktning mot antropologi vid Malmö universitet. Tidigare var han anställd på Stockholms universitet, Swedish Collegium for Advanced Study och som gästprofessor på Hitotsubashi University i Tokyo.